# Isla Dot
La isla Dot (en inglés: Dot Island) es una pequeña isla que mide 1,1 km, ubicada unos 10 km al oeste de la isla Tern en la parte sur de la Bahía de las Islas, Georgias del Sur. Fue trazada en 1912-1913 por Robert Cushman Murphy, un naturalista estadounidense a bordo del bergantín Daisy, y probablemente fue nombrado por el personal de Discovery Investigations que encuestaron la bahía de las Islas en 1929-30. Recibió su nombre por su apariencia.
La isla es administrada por el Reino Unido como parte del territorio de ultramar de las Islas Georgias del Sur y Sandwich del Sur, pero también es reclamada por la República Argentina que la considera parte del Departamento Islas del Atlántico Sur dentro de la provincia de Tierra del Fuego, Antártida e Islas del Atlántico Sur.